# Провулок Пришвіна
Прову́лок При́швіна — зниклий провулок, що існував у Ленінградському районі (нині — Святошинський) міста Києва, село Микільська Борщагівка. Пролягав від вулиці Пришвіна (тепер – вулиці Івана Труша).

## Історія
Виник у 1-й половині XX століття, мав назву провулок Горького. Назва провулок Пришвіна — з 1974 року, на честь російського письменника Михайла Пришвіна. Тоді ж до провулку Пришвіна був приєднаний колишній провулок Пушкіна.
Ліквідований у 1980-х роках під час знесення старої забудови села Микільська Борщагівка та будівництва житлового масиву Південна Борщагівка.